# Air Uganda
Air Uganda – ugandyjskie narodowe linie lotnicze z siedzibą w Kampali. Głównym węzłem jest port lotniczy Entebbe.